# Tenkū no Shiro Laputa
Laputa: El castillo en el cielo (天空の城ラピュタ Tenkū no Shiro Laputa?, lit. Laputa: Un castillo en el cielo), conocida como El castillo en el cielo en Hispanoamérica y como Laputa: Un castillo en el cielo en España, es una película de animación japonesa de 1986 dirigida por Hayao Miyazaki y producida por Isao Takahata y Toshio Suzuki. Se le considera la primera película realizada y producida por Studio Ghibli; aunque esta posición suele atribuírsele a Nausicaä del Valle del Viento (1984), filme estrenado un año antes de la fundación del estudio, por su repercusión en el mismo.
La película sigue las aventuras de Pazu y Sheeta, dos jóvenes que intentarán evitar que una antigua piedra mágica caiga en manos de un grupo de agentes militares, quienes intentarán usarla para llegar a una legendaria isla flotante llamada «Laputa». El castillo en el cielo fue estrenada en Japón el 2 de agosto de 1986 y distribuida por Toei Company. La cinta ganó el Animage Anime Grand Prix de 1986.

## Argumento
Una aeronave se desliza sobre un mar de nubes, en una noche de luna llena. Muska, un agente secreto del gobierno, acompaña a una joven llamada Sheeta. Repentinamente la nave es atacada por piratas dirigidos por la capitana Dola que, al igual que el gobierno, buscan el secreto de la piedra que Sheeta lleva colgada alrededor de su cuello. En el caos que se origina, Sheeta intenta escapar por la ventana y cae del dirigible, sin embargo, su descenso es frenado por un misterioso poder dentro de la piedra. Sheeta aterriza a salvo en un pequeño pueblo minero, donde es encontrada por un niño llamado Pazu, quien la lleva a su hogar para su mejoría. Al día siguiente, Sheeta recupera el conocimiento y Pazu le cuenta acerca de una misteriosa isla flotante llamada Laputa, la cual puede apreciarse en una fotografía tomada por su fallecido padre. Más adelante, ambos niños son encontrados y perseguidos por los piratas de Dola, y posteriormente por los soldados de Muska. Mientras huyen, el dúo cae en una mina abandonada, donde se encuentran con el excéntrico Abuelo Pomme, un anciano del pueblo. Pomme les informa que el amuleto de Sheeta está hecho de cristal "volucite", un material usado para mantener a Laputa y otras antiguas ciudades flotando en el cielo.
Al abandonar las minas, Sheeta le dice a Pazu que tiene un nombre secreto, Lusheeta Toel Ul Laputa. En ese momento, son capturados por Muska y llevados a una fortaleza. Allí, ambos niños son separados; Pazu es encarcelado en una mazmorra mientras que Sheeta es encerrada en un lujoso cuarto. Muska le muestra a Sheeta un robot inactivo que había caído de Laputa, revelando al mismo tiempo que conoce su nombre secreto y que ella desciende de la familia real laputana. La piedra de Sheeta resulta ser la llave que abrirá las puertas de la isla, creada por una antigua civilización que hace mucho tiempo desapareció del planeta. Sin embargo, ante la negativa mostrada por Sheeta de ayudar, Muska amenaza la vida de Pazu para así obtener su cooperación. Pensando en la seguridad de su amigo, Sheeta le ordena a éste que se vaya, con Muska ofreciéndole dinero por haber "protegido" a Sheeta de los piratas y hacer que se olvide de todo el asunto. Un afligido Pazu regresa a su hogar, donde pronto es emboscado por los hijos de Dola. Luego de escuchar la historia de Pazu, Dola y los demás piratas se preparan para interceptar y capturar la piedra, permitiendo que Pazu se una a ellos. A medida que avanzan los preparativos para el asalto, Sheeta recita un verso que inesperadamente activa el amuleto y el robot, quien va detrás de ella destruyendo la fortaleza. El robot es derrotado por los misiles del dirigible militar Goliat, no sin antes haber protegido a Sheeta. Pazu rescata a Sheeta, pero Muska obtiene la piedra. Los piratas, ahora acompañados por Pazu y Sheeta, regresan a su nave, la Tiger Moth. La nave pirata persigue al Goliat, el cual sigue el rumbo indicado por la piedra de Sheeta para localizar a Laputa. Ambos dirigibles arriban a Laputa al día siguiente. Pazu y Sheeta se separan de Dola y los piratas, pero aterrizan a salvo en la isla, donde observan la ciudad en ruinas.
Los piratas de Dola son capturados mientras que los soldados de Muska saquean los tesoros de la ciudad. Al acceder a la esfera central de la ciudad —un vasto depósito que alberga todo el conocimiento de Laputa— Muska captura a Sheeta y sus agentes abren fuego contra Pazu, quien a duras penas escapa y se las ingenia para liberar a los piratas y a Dola. En el centro de Laputa, en donde se encuentra el inmenso cristal de volucite que mantiene a flote la ciudad, Muska revela que su nombre secreto es "Romuska Palo Ul Laputa", siendo otro descendiente de la familia real de Laputa. Muska luego utiliza la piedra de Sheeta para acceder a una avanzada tecnología laputana, traicionando a sus propios soldados y destruyendo al Goliat. Durante el caos, Sheeta recupera la piedra y huye, con Muska yendo tras ella. Sheeta se topa con Pazu y le entrega la piedra a través de un pequeño hueco en la pared, pidiéndole que la destruyera. Sheeta trata de huir nuevamente, pero es acorralada por Muska en la sala del trono de Laputa. 
Durante su confrontación con Muska, Sheeta le explica que la gente de Laputa abandonó la ciudad porque se dieron cuenta de que el hombre estaba destinado a vivir en la tierra y no en el cielo. Muska se niega a escuchar sus argumentos y amenaza con matarla a menos que Pazu le entregue la piedra. Pazu entonces le pide que le permita hablar con Sheeta; Muska solo les concede tres minutos. Sheeta y Pazu deciden recitar un "hechizo de destrucción" para proteger Laputa de Muska, el cual destruye gran parte de la ciudad, matando en el proceso a Muska. Habiendo sobrevivido al colapso de la isla protegidos por las gigantescas raíces de los árboles, Pazu y Sheeta se reúnen con Dola y los piratas, dejando atrás a Laputa.
La película termina con ambos niños separándose de los piratas y volando hacia la tierra natal de Sheeta, tal como Pazu le había prometido anteriormente. Durante los créditos finales, los restos de Laputa flotan en la órbita terrestre, mantenidos por el cristal de "volucite" incrustado en las raíces del árbol central.

## Voces
| Personaje     | Seiyū             | Actores de voz (Primer doblaje) | Actores de voz (Segundo doblaje) | Actores de voz       | Actores de voz     |
| ------------- | ----------------- | ------------------------------- | -------------------------------- | -------------------- | ------------------ |
| Sheeta        | Keiko Yokozawa    | Ana Esther Alborg               | Pilar Martín                     | Betzabé Jara         | Anna Paquin        |
| Pazu          | Mayumi Tanaka     | Nacho Aldeguer                  | Chelo Molina                     | Gerardo del Valle    | James Van Der Beek |
| Dola          | Kotoe Hatsui      | Pilar Gentil                    | Marisa Marco                     | Alejandra de la Rosa | Cloris Leachman    |
| Muska         | Minori Terada     | Antonio Villar                  | Óscar Castellanos                | Ismael Castro        | Mark Hamill        |
| General Mouro | Ichirō Nagai      | José Ángel Juanes               | Chema Lara                       | Héctor Reynoso       | Jim Cummings       |
| Louis         | Yoshito Yasuhara  | David García Vázquez            | Francisco Javier Martínez        | Desconocido          | Mandy Patinkin     |
| Charles       | Takumi Kamiyama   | Manuel Bellido                  | Fran Jiménez                     | Desconocido          | Michael McShane    |
| Henri         | Sukekiyo Kameyama | Abraham Aguilar                 | Sergio García Marín              | Desconocido          | Andy Dick          |
| Mr. Duffy     | Hiroshi Ito       | Fernando Hernández              | Rafael Azcárraga                 | Roberto Mendiola     | John Hostetter     |
| Motro         | Toshihiko Seki    | Julio Núñez                     | Fernando Hernández               | Desconocido          | Eddie Frierson     |

### Cambios en el doblaje
En el antiguo doblaje al español, a la isla del castillo se le cambió el nombre. Su nombre original era Laputa, que fue cambiado por Lapuntu debido a que el nombre original lleva connotaciones malsonantes en la lengua española. En los nuevos doblajes hechos en España y México, la isla flotante conserva su nombre original.